# 密花山兰
密花山兰（学名：Oreorchis fargesii），又名头花山兰，为天門冬目兰科山兰属下的一个种。該物種主要分布於中華民國台灣中部、阿里山及李棟山等地。

## 扩展阅读
- 維基物種上的相關：密花山兰